# Terminal Parque Dom Pedro II
O Terminal Parque Dom Pedro II, inaugurado em 1967, está localizado na Região Central de São Paulo, juntamente ao Parque Dom Pedro II. Localizado na Avenida do Exterior e próximo à Avenida do Estado, atende aos ônibus da SPTrans. É um dos terminais mais movimentados da cidade, por onde circulam diariamente mais de 160 mil pessoas, atendendo principalmente as regiões Leste, Sudeste e Nordeste da cidade. Atende a quase todas as regiões da cidade, exceto a 1 (noroeste). O Terminal Parque Dom Pedro II é anexo ao Terminal Mercado, ponto inicial do Expresso Tiradentes, por meio de uma passarela, que também dá acesso às seis plataformas do Terminal Dom Pedro II.

## História
Até a década de 1960, São Paulo não possuía terminais de ônibus urbanos, de forma que as linhas de ônibus tinham pontos finais em Largos e Praças da região central como a da Sé, Clóvis, Patriarca, João Mendes, República, entre outras. Com a falta de infraestrutura exclusiva para o embarque e desembarque de passageiros e manobras dos veículos, o trânsito na região central piorava cada vez mais. Em 1967, o governador Abreu Sodré contratou o coronel Américo Fontenelle para reorganizar o trânsito de São Paulo. Fontenelle, que havia reorganizado o trânsito da Guanabara, assume em 18 de fevereiro de 1967 e lança a Operação Bandeirantes. A operação era composta de ações de engenharia de tráfego, dentre elas a construção de 4 terminais de ônibus na região central, um dos quais situado no Parque Dom Pedro II.
O Terminal Parque Dom Pedro II funcionou de forma precária, mesmo com o cancelamento da Operação Bandeirantes em abril de 1967, até meados de 1969, quando as obras do metrô obrigaram a transferência das linhas de ônibus da Praça da Sé e Clóvis Beviláqua para o mesmo. Dessa formas, foi construída uma infraestrutura mínima de terminal. Nos anos 1970, são incorporadas ao terminal as linhas oriundas do ABC (atualmente remanejadas para o Terminal Sacomã). Apenas em 1996 recebe uma modernização de suas instalações.